# Кардіто
Кардіто (італ. Cardito, сиц. Carditu) — муніципалітет в Італії, у регіоні Кампанія,  метрополійне місто Неаполь.
Кардіто розташоване на відстані близько 185 км на південний схід від Рима, 14 км на північ від Неаполя.
Населення — 22 733 особи (2014).

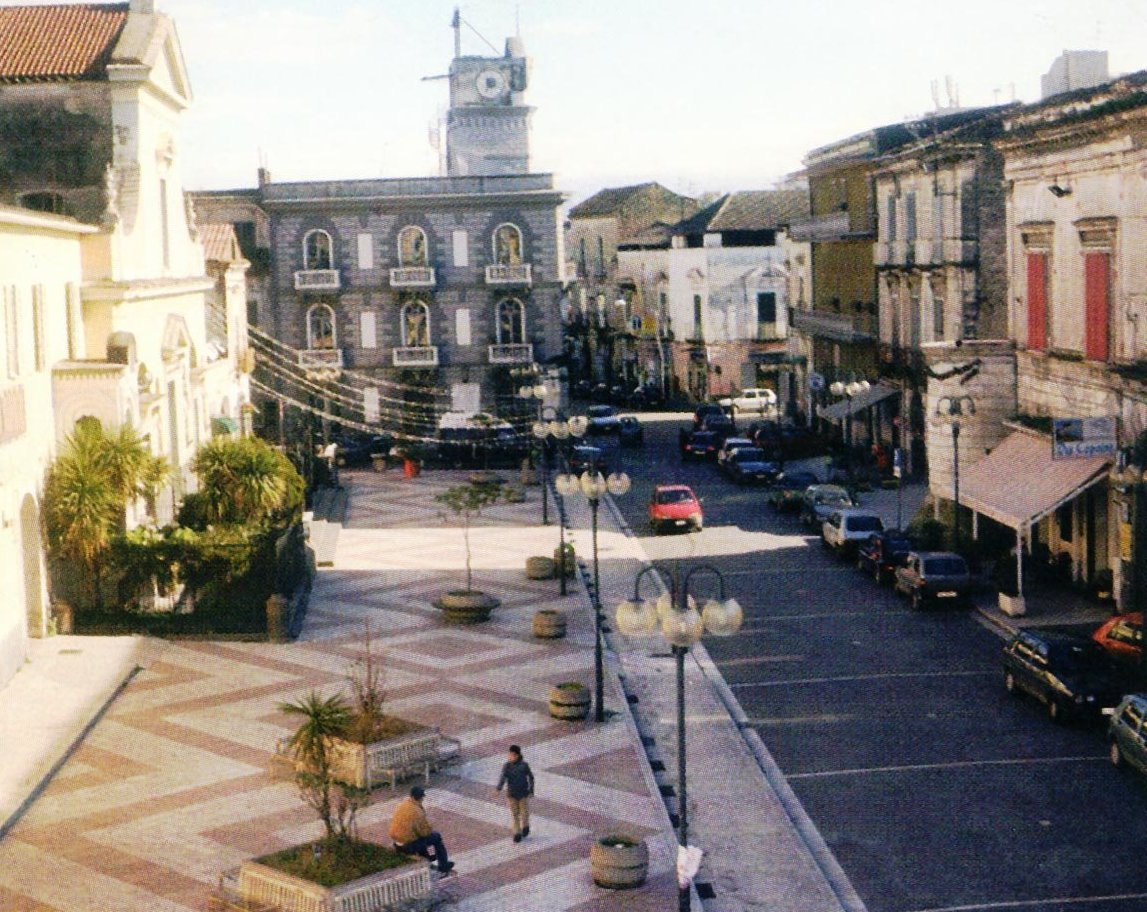

Щорічний фестиваль відбувається 3 лютого (capoluogo), 13 червня (Carditello). Покровитель — святий Власій.

## Демографія
Населення за роками:

Станом на 1 січня 2023 року в муніципалітеті офіційно проживало 513 іноземців з 40 країн, серед них 50 громадян країн Євросоюзу та 60 громадян України.

## Сусідні муніципалітети
- Афрагола
- Кайвано
- Казорія
- Криспано
- Фраттамаджоре